# Oddział Astrachański generała Dracenko
Oddział Astrachański generała Dracenko (ros. Астраханский отряд генерала Драценко) – jednostka wojskowa białych podczas wojny domowej w Rosji

## Opis
Oddział został sformowany w marcu 1919 r. rozkazem dowodzącego wojskami Kraju Tersko-Dagestańskiego gen. Liachowa. Na jego czele stanął gen. mjr Danił P. Dracenko, zaś szefem sztabu został gen. mjr Pikowski. W skład Oddziału weszły wojska rozformowanych Primorskiej i Swiato-Krestowskiej Grup Wojskowych:
- 16 Terski Batalion Płastuński,
- I Brygada 4 Terskiej Kozackiej Dywizji Kawalerii,
- Szirwański Pułk Piechoty,
- Osetyński Dywizjon Konny,
- 1 Terska Bateria Konna,
- 1 Terska Płastuńska Bateria Haubic,
- 9 Terski Batalion Płastuński,
- Czeczeńska Dywizja Konna,
- I Brygada 3 Terskiej Kozackiej Dywizji Kawalerii,
- I Brygada Osetyńskiej Dywizji Konnej,
- Kumykski Pułk Konny,
- Kabardyński Dywizjon Konny,
- Aleksandyjski Pułk Husarski,
- 6 Terska Bateria Konna,
- 8 Terska Bateria Konna.

Oddział prowadził walki z wojskami bolszewickimi i sprzymierzonymi z nimi Czeczenami. Pod koniec marca poniosły one dużą porażkę pod aułem Ałchan-Jurt. W tej sytuacji Czeczeni skierowali do gen. Liachowa delegację pokojową. Oddział Astrachański prowadził dalszą walkę z bolszewikami, zdobywając 8 maja Pietrowsk, zaś 10 maja - Derbent. W poł. czerwca podjął działania ofensywne w kierunku Astrachania. Od lipca Oddział wchodził w skład Armii Kaukaskiej gen. Piotra N. Wrangla. Brał udział w walkach na froncie astrachańskim, a następnie atakował w kierunku Carycyna. 27 kwietnia 1920 r. rozkazem dowodzącego Sił Zbrojnych Południa Rosji został rozformowany.